# Rose-Marie (film)
Se Rose-Marie för namnet.
Rose Marie (engelska: Rose-Marie) är en amerikansk dramatisk musikalfilm från 1936 i regi av W.S. Van Dyke.
I huvudrollerna ses Jeanette MacDonald och Nelson Eddy, samt i en biroll en ung James Stewart.

## Handling
En operasångerska (Jeanette MacDonald) letar efter sin bror som flytt ut i den kanadensiska vildmarken. Under sin färd träffar hon på den ridande polisen Sgt. Bruce (Nelson Eddy). Romantiken blomstrar, vilket leder till flera duetter med de båda.

## Om filmen
Filmen är den andra filmatiseringen av operetten med samma namn av Rudolf Friml, som hade premiär på Broadway 1924. Den första filmatiseringen var faktiskt en stumfilm, som gjordes 1928 med Joan Crawford i huvudrollen.

## Rollista i urval
- Jeanette MacDonald - Marie de Flor
- Nelson Eddy - sergeant Bruce
- Reginald Owen - Myerson
- Allan Jones - Romèo & Mario Cavaradossi (operascener)
- James Stewart - Jack Flower
- Alan Mowbray - Premier of Quebec
- George Regas - Boniface
- Una O'Connor - Anna
- Robert Grieg - Saloon- och hotellägare
- James Conlin - Joe, pianisten
- Gilda Gray - Belle
- David Niven - Teddy (som David Nivens)
- Herman Bing - Mr. Daniells